# 傅月庵
傅月庵（1960年—），本名林皎宏，筆名蠹魚頭，為台灣出版人。畢業於臺北工專，國立臺灣大學歷史系碩士班肄業。曾任出版社編輯、主編、遠流出版公司總編輯、遠流博識網網站主編及顧問、《短篇小說》主編，曾為許多作家如柏楊、董橋、白先勇出書，曾為茉莉二手書店執行總監，現為「掃葉工房」主持人之一。

## 作品
- 《生涯一蠹魚》（遠流，2002）

［簡體字版］（上海：上海書店出版社，2009）
- 《蠹魚頭的舊書店地圖》（遠流，2003）
- 《天上大風：生涯餓蠹魚筆記》（遠流，2006）
- 《我書》（北京：海豚出版社，2010）
- 《書人行腳》（北京：中華書局，2011）
- 與應鳳凰合著：《冊頁流轉：台灣文學書入門108》（印刻，2011）
- 《一心惟爾：生涯散蠹魚筆記》（印刻，2015）

## 外部連結
- 天上大風（樂多日誌）[]